# Cashel
Cashel (forma anglicizzata) o Caiseal (in irlandese) è un centro abitato del South Tipperary, nelle midlands meridionali d'Irlanda. Situato a breve distanza dalla strada nazionale N8, il villaggio è celebre per il suo patrimonio storico e architettonico, fra tutti la celebre ed imponente Rocca di Cashel, uno dei siti archeologici più apprezzati e visitati d'Irlanda.